# Aman Barfull i Puig
Aman Barfull i Puig   (Viladrau, 25 d'abril de 1954) és un antic pilot i promotor català vinculat al món de l'automobilisme.
El 1980 compartí cotxe amb el copilot Josep Autet. Guanyà el trofeu Volant RACC (1981). Enginyer de formació, actualment compagina els càrrecs de director esportiu del Reial Automòbil Club de Catalunya, director del Ral·li de Catalunya i president de la Comissió de Ral·lis de la Federació Internacional d'Automobilisme.